# Planalto (kommun i Brasilien, Paraná)
Planalto är en kommun i Brasilien.   Den ligger i delstaten Paraná, i den södra delen av landet, 1 300 km sydväst om huvudstaden Brasília. Antalet invånare är 13 668.
Omgivningarna runt Planalto är en mosaik av jordbruksmark och naturlig växtlighet. Runt Planalto är det ganska glesbefolkat, med 29 invånare per kvadratkilometer.